# Dekret (katolické kanonické právo)
Dekret (latinsky: decretum, z decerno, „rozhoduji“) je v obecném smyslu příkaz nebo zákon vydaný nadřízeným orgánem k řízení ostatních. V užívání kanonického práva katolické církve má různé významy. Každá papežská bula, breve nebo motu proprio je dekretem, neboť tyto dokumenty jsou zákonodárnými akty papeže. V tomto smyslu je tento termín poměrně starý. Římské kongregace byly dříve oprávněny vydávat dekrety ve věcech, které spadají do jejich zvláštní jurisdikce, ale za papeže Benedikta XV. v roce 1917 jim bylo zakázáno v tom pokračovat. Každá církevní provincie a také každá diecéze může na svých pravidelných synodách vydávat dekrety v rámci své působnosti.
Dekrety lze rozlišovat na zákonodárné (legislativní) a prováděcí (exekuční). Obecný legislativní dekret zavádí zákon (lex) a je samostatný, zatímco prováděcí dekrety určují provádění zákonodárného aktu a jejich účinnost je na něm závislá.
Prováděcí dekrety lze dále rozlišit na obecné a individuální prováděcí dekrety. Obecný prováděcí dekret, jakožto správní akt, zavazuje všechny, pro které byl původní zákon vydán, zatímco individuální prováděcí dekret vydává rozhodnutí nebo stanoví jmenování určitého úřadu. Nařízení jsou druhem individuálního prováděcího dekretu, který zavazuje konkrétní osobu (osoby) k tomu, aby vykonala (vykonaly) nějaký čin nebo se ho zdržela (zdržely), zejména aby dodržovala (dodržovaly) zákon. Individuální prováděcí dekrety jsou správní akty, na které se vztahuje administrativní rekurs.

## Definice v kánonu 29
Další informace: Právní věda katolického kanonického práva
Kánon 29 Kodexu kanonického práva z roku 1983 obsahuje definici obecných zákonodárných dekretů:
Obecně závazná nařízení, jimiž příslušný zákonodárce stanovuje obecné předpisy pro společenství způsobilé obdržet zákon, jsou vlastně zákony a řídí se ustanoveními kánonů o zákonech.
Decreta generalia, quibus a legislatore competenti pro communitate legis recipiendae capaci communia feruntur praescripta, proprie sunt leges et reguntur praescriptis canonum de legibus.
Kánon přebírá podstatné prvky (později odstraněné) původního návrhu, který se měl stát kánonem 7. Tento kánon obsahuje definici, která se inspiruje definicí lidského práva Tomáše Akvinského obsaženou v jeho Traktátu o právu.

## Kodifikace
Viz též: Dekretály
Slovo se používá také pro označení určitých specifikovaných sbírek církevního práva, např. Gratiánova dekretu (Decretum Gratiani). Pokud jde o obecné legislativní akty papeže, nikdy není pochyb o univerzálním rozsahu závaznosti; totéž lze říci o dekretech všeobecného koncilu, např. dekretech I. vatikánského koncilu.
Tridentský koncil jako první použil tento termín bez rozdílu na rozhodnutí týkající se víry a mravů (decreta de fide, de reformatione).

## Dekrety římských kuriálních kongregací
Hlavní článek: Kongregace (římská kurie)
Viz též: Kodex kanonického práva z roku 1917
Římské kongregace byly dříve oprávněny vydávat dekrety ve věcech, které spadaly do jejich zvláštní jurisdikce. Dekrety římských kongregací (q. v.) jsou jistě závazné v každé věci předložené k rozhodnutí. Existují však různé názory na to, zda je třeba takový výrok brát jako pravidlo nebo obecný zákon vztahující se na všechny podobné případy. Obecně převládá názor, že pokud jsou rozhodnutí rozšířením práva (declaratio extensiva legis), nejsou tato rozhodnutí závazná s výjimkou konkrétního případu, pro který je dekret vydán. Pokud však rozhodnutí není rozšířením, ale pouze vysvětlením práva (declaratio comprehensiva legis), je takový dekret závazný v podobných případech.

### Omezení kuriálních dekretů Benediktem XV.

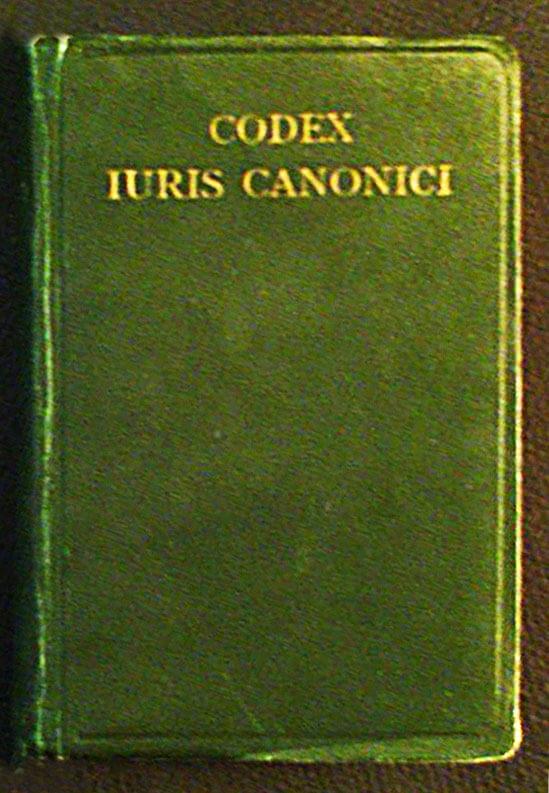
Kodex kanonického práva z roku 1917 v pevné vazbě

Dne 15. září 1917 papež Benedikt XV. svým motu proprio Cum Iuris Canonici ustanovil papežskou komisi, která měla za úkol kodex vykládat a provádět případné úpravy podle pozdější legislativy. Nové zákony se připojovaly ke stávajícím kánonům v nových paragrafech nebo se vkládaly mezi kánony, přičemž se opakovalo číslo předchozího kánonu a přidávalo se bis, ter atd. (např. „kánon 1567bis“ ve stylu civilního práva), aby se nenarušilo uspořádání kodexu, nebo se zcela nahradil stávající text kánonu. Číslování kánonů se nemělo měnit.
Římské kongregace měly zakázáno vydávat nové generální dekrety, pokud to nebylo nutné, a to pouze po konzultaci s papežskou komisí pověřenou změnou kodexu. Místo toho měly kongregace vydávat instrukce ke kánonům kodexu a dávat najevo, že objasňují jednotlivé kánony kodexu, aby se kodex nestal zastaralým brzy po svém vyhlášení. Kodex z roku 1917 byl novelizován jen velmi zřídka, a to ještě jen nepatrně.

## Partikulární právo
Dekrety národní synody nesmějí být vyhlášeny, dokud je neschválí papež. Dekrety provinční synody nemají platnost, dokud je neschválí Řím. Toto schválení je dvojí: řádné (in forma communi) a zvláštní (in forma specifica). První znamená, že v dekretech synody není nic, co by bylo třeba opravit, a tím mají v provincii platnost. To je schválení, které se takovým dekretům obecně uděluje. Pokud je schválení uděleno in forma specifica, mají dekrety stejnou platnost, jako kdyby vycházely od Apoštolského stolce, ačkoli jsou závazné pouze v provincii, pro kterou byly vydány.
Dekrety diecézního biskupa se týkají správy a řádného chodu jeho diecéze. Pokud jsou vydána během synody, jsou diecézními zákony, obvykle se nazývají „diecézní statuta“ nebo „synodální statuta“ a jsou závazná, dokud je biskup nebo jeho nástupce nezruší. Jsou-li to dekrety mimosynodální, mají platnost pouze za života biskupa nebo dokud je sám neodvolá.